# Ex post
Ex post es una locución latina que significa «después del hecho».

## Usos
En el mundo de la empresa y el financiero, la rentabilidad ex post es el rendimiento generado por una cartera de inversiones, es decir, el retorno de la inversión (en contraposición a la rentabilidad ex ante, que es el rendimiento esperado de una cartera de inversiones); La evaluación ex post es el examen de los resultados reales de una acción concreta o de una serie de acciones (en contraposición a la evaluación ex ante, que es la previsión de resultados calculados con antelación).
En economía, define una situación en la que las medidas toman lugar después del evento.
En modelos matemáticos y económicos, caracteriza valores.
En Derecho, se refiere al momento posterior respecto de un acto o hecho jurídico. Por ejemplo: «La eficacia ex post del contrato celebrado sin autorización del representado es una consecuencia de su anulabilidad, pues la nulidad radical no puede sanarse.»
En matemáticas, en procesos estocásticos, los cálculos se basan en los valores obtenidos después de realizarse los experimentos.
En la terminología de la Unión Europea, se refiere a un tipo de evaluación realizado al final del período de programación.

## No confundir con...
- No confundir con A posteriori, que significa «(procedente) de lo posterior». Ex indica procedencia desde el interior, mientras que ab indica procedencia desde la cercanía, tanto en sentidos reales como figurados.[9]
- No confundir con Ex post facto, usado en Derecho para referirse a una norma o ley retroactiva.[10]

## Se opone a...
Se opone a la frase ex-ante, que significa «antes del suceso».